# Chihuahua
Chihuahua é o maior dos 31 estados do México. Limita-se com os estados mexicanos de Coahuila de Zaragoza, Durango, Sinaloa e Sonora, bem como os estados norte-americanos de Texas e Novo México. Sua área é de 244 938 km², e sua população é de 3 406 465 habitantes. A capital do estado é a cidade de Chihuahua, e sua maior cidade é Ciudad Juárez, que tem 800 mil habitantes.
Durante a Guerra da Independência do México, os proprietários de terras e mineiros de Chihuahua aliaram-se às forças monarquistas contra o movimento de independência. No entanto, a independência do México, em 1821, forçou os líderes em Chihuahua para se juntar ao novo país. O Plano de Iguala em 1821 estabeleceu a estrutura que consolidou a nova república; depois, a região de Durango separou-se de Chihuahua e tornou-se uma província autônoma. Chihuahua tornou-se oficialmente um estado mexicano em 1824; a constituição do estado foi ratificado no ano seguinte. 
Em 1830 uma guerra étnica eclodiu em Chihuahua, na qual quase foram exterminadas tribos Comanche Apache e indígenas.
Durante a Revolução Mexicana, iniciada em 1910, Chihuahua foi novamente um campo de batalha central. Líder revolucionário camponês Francisco "Pancho" Villa lutou durante todo Chihuahua, exigindo que os camponeses será repartida terra e ser reconhecidos como participantes legítimos em política mexicana. Famosa Divisão Norte da Villa foi montado pela primeira vez em Chihuahua.
Após a revolução, Chihuahua permaneceu um hub do Partido Revolucionário Institucional (PRI) influência. Por causa de sua proximidade com os Estados Unidos, Chihuahua foi estrategicamente importante para o México. A região também foi fundamental para o partido mais antigo e mais importante da oposição durante o governo do PRI, o Partido da Ação Nacional (PAN). Estado líder Luis H. Álvarez tornou-se o candidato presidencial do PAN, em 1958, depois de uma corrida vencida para governador. Em 1992, Chihuahua se tornou um dos primeiros estados no México para eleger um governador que não era um membro do PRI.
Em 1994, o Acordo de Livre Comércio da América do Norte (NAFTA), destinado a incentivar o comércio entre os Estados Unidos, Canadá e México, eliminando tarifas e levantando muitas restrições em várias categorias de bens comerciais, entrou em vigor. Porque Chihuahua faz fronteira com os Estados Unidos, o estado experimentado um tremendo crescimento econômico como resultado do tratado. No entanto, os pequenos agricultores descobriram que a participação no mercado norte-americano bem estabelecido e competitivo foi bastante difícil.
Desde o advento do NAFTA em 1994, as relações entre a gestão de Chihuahua e de trabalho têm sido tensas. Adesão à União diminuiu, e muito da força de trabalho do estado tem resistido à implementação do acordo. No entanto, Chihuahua continua a ter uma das economias que mais crescem no México.
Fabricantes como Toshiba, JVC, Honeywell e EZ-AIR (Joint Venture entre Zodiac Aerospace e Embraer)  tem instalações em parques industriais recentemente desenvolvidas do estado.
A produção de madeira e pecuária de gado em Chihuahua já foram grampos da economia; no entanto, a partir de 2003, eles representavam menos de 10 por cento da atividade econômica total.

## Curiosidades
- A brasão de Chihuahua carrega um escudo com uma borda vermelha. Na parte superior é uma imagem do antigo aqueduto de Chihuahua. Na seção central, os perfis de um espanhol e um ameríndio frente para o outro representa a mistura das duas raças (mestiços). A parte inferior mostra a Catedral de Chihuahua.

- O nome do estado é acreditado para vir de uma palavra náhuatl que significa lugar seco, arenoso.

- A raça de cães chiuaua, uma das raças caninas mais pequenas, tendo origem no estado de Chihuahua. Registos apontam para que os olmecas mantidos e criados como Chihuahuas, pensa-se que evoluíram a partir de uma raça anterior chamada Techichi .

- Chihuahua é o estado mais rico do México, devido em parte à sua produção pecuária (carne de Chihuahua é procurado em todo o México) e mineração (o estado é o segundo maior produtor de prata do país).

- Em 1973, a primeira usina de energia geotérmica do México, que atrai o calor do interior da Terra, começou a operar em Cierro Prieto, Chihuahua, perto da fronteira com os EUA. Antes de sua construção, os moradores se baseava em um gerador a diesel que produziu eletricidade apenas algumas horas por dia.

- Em 2001, enquanto em busca de prata e zinco, os mineiros em Chihuahua descobriram cristais minerais muito maiores do que qualquer outro já encontrado. Alguns desses cristais de selenita monstruosas eram quase seis metros de comprimento.

## Pontos turísticos
- Copper Canyon, a rede de cânions no sudoeste Chihuahua habitada por índios Tarahumara, é maior e mais profundo que o Grand Canyon . A principal atração de Copper Canyon é Candameña Canyon (Canyon do Cascades), que atrai turistas de todas as partes para ver suas majestosas cachoeiras. Piedra Volada (vôo Stone) Quedas em 453 metros (1.486 pés) é a mais alta no México e no dia 11 mais altas do mundo. Basaseachic Falls é a segunda maior cachoeira no México e nos 28 mais altas do mundo.

- Ciudad Chihuahua, a capital do estado, foi originalmente chamado San Felipe el Real de Chihuahua . Hoje, ele é carinhosamente chamado Lady of the Desert . A cidade foi fundada em 1709 e é agora o lar de uma mistura de arquitetura colonial e moderna indústria.

O edifício Palácio do Governo foi onde o pai fundador do México, o padre Miguel Hidalgo y Costilla, foi preso. Ele foi executado em seu pátio central em 11 de junho de 1811.
Quinta Luz (também conhecida como a Casa de Pancho Villa), uma mansão de 50 quartos localizado na cidade de Chihuahua, foi convertida em Museu da Revolução.
- Chihuahua al Pacifico Railway: em 1861, Albert Kinsey Owen imaginou uma ligação ferroviária através de Sierra Madre do México que reduziria a rota de transporte dos Estados Unidos, pela América do Sul e para o Oriente. Através da utilização de porto de águas profundas do México em Puerto Topolobompo, rotas de comércio seria reduzido de cerca de 400 milhas. O Kansas Cidade do México Oriente Railway (KCMO) foi viajar de Kansas, através de Chihuahua e para a costa oeste do México. Devido a inúmeros contratempos-incluindo a Revolução Mexicana de 1914, o sistema ferroviário levou quase 100 anos para ser concluído. Hoje, a estrada de ferro, conhecida como Chihuahua al Pacifico, ou El Chepe, é executado a partir da costa para os abismos profundos do Copper Canyon Sistema de Chihuahua.

- Casas Grandes (Paquime): Casas Grandes, localizado na porção norte do estado, é a zona arqueológica mais importante em Chihuahua. A grande comunidade Puebloan de Paquime era o centro da cultura Casas Grandes de mais de 300 anos, atingindo o pico de seu poder no século XIII. Acredita-se que a população da cidade chegou a 10 000, com a maioria dos habitantes vivem em "apartamento" edifícios de cinco e seis andares. Com pequenas portas em forma de T, uma área de cerimonial, estruturas do templo, uma quadra de bola, pirâmides cerimoniais e um monte em forma de cruz, com orientação astronômica perfeito, o Paquime ruínas despertar espanto e admiração.